# Mimbaste
Mimbaste település Franciaországban, Landes megyében. Lakosainak száma 992 fő (2022. január 1.). Mimbaste Clermont, Estibeaux, Pouillon, Saugnac-et-Cambran és Sort-en-Chalosse községekkel határos.

## Népesség
A település népességének változása:
| Lakosok száma | 939  | 914  | 924  | 1011 | 1045 | 1035 | 1000 | 978  | 965  | 992  |
|               | 1968 | 1982 | 1990 | 2006 | 2013 | 2015 | 2017 | 2019 | 2020 | 2022 |